# La Crème de la crème
La Crème de la crème és una pel·lícula de comèdia i drama francesa del 2014 dirigida per Kim Chapiron. La pel·lícula va rebre tres nominacions als 20è Premis Lumières, on Thomas Blumenthal i Jean-Baptiste Lafarge van ser nominats a la millor revelació masculina i Alice Isaaz a la millor revelació femenina.

## Sinopsi
La tranquil·la Kelia s'acaba d'incorporar a una prestigiosa escola de negocis a França (alguns mitjans consideraran que es tracta d'HEC Paris). En una festa, coneix a Dan, un estudiant de segon any impopular la intel·ligència del qual es regeix per una freda avaluació del valor comercial de cada cosa. El company d'habitació de Dan, Jaffar, no té èxit contínuament amb les noies.
Kelia i Dan llavors es comprometen amb una dona jove i li paguen perquè acompanyi en Jaffar a una vetllada per augmentar el seu capital seductor amb les noies de l'escola. Així ho remarca Louis, un estudiant de Versalles, que proposa a Dan i Kelia que col·laborin i ampliïn l'estratègia a tots aquells estudiants que vulguin augmentar el seu 'capital' de seducció. Consisteix a crear un club de prostitució «Les amateurs de Cigares».
El subtítol de la pel·lícula fa referència al seu respecte a les normes del mercat; lloguen joves per assistir a festes. Kelia recluta clients, Louis té cura d'ells i Dan dels comptes. Kelia, que es fa passar per lesbiana amb els seus amics, se sent atreta per Louis, que confia en el seu encant, a diferència de Dan. Pel seu aniversari, Kelia i Louis ofereixen Dan Eulalie, reclutat en una perfumeria.
Dan rebutja el regal tot i que s'acaben veient encara que l'Eulalie estigui treballant per a ells. Els negocis van bé i s'expandeixen a una universitat d'enginyeria. No obstant això, se'ls crida i se'ls acusa de procurar.
Eulalie s'allunya de Dan, massa gelosa. Kelia intenta demostrar al director que són els millors estudiants del campus, ja que han aplicat amb èxit els mètodes que els van ensenyar. Al consell de disciplina, Louis i Kelia es fan un petó.

## Producció
- Thomas Blumenthal com a Dan
- Alice Isaaz com Kelly
- Jean-Baptiste Lafarge com a Louis
- Karim Ait M'Hand com a Jaffar
- Marine Sainsily com a Eulalie
- Marianne Denicourt com a mare de Louis
- Bruno Abraham-Kremer com el pare de Dan
- Jenna Thiam com a noia de la botiga de fotocòpies
- Noémie Merlant com La pèl-roja
- Lucas Bravo com a Antoine Mufla